# Alaskit

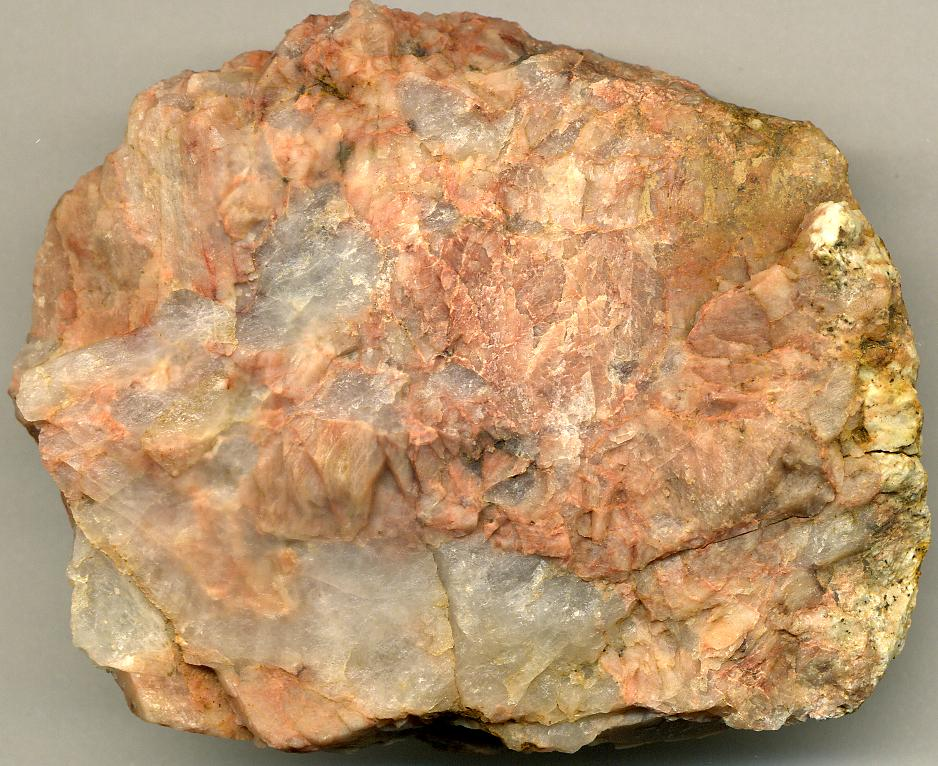
Alaskit från Colorado, USA innehållande kaliumfältspat och kvarts.

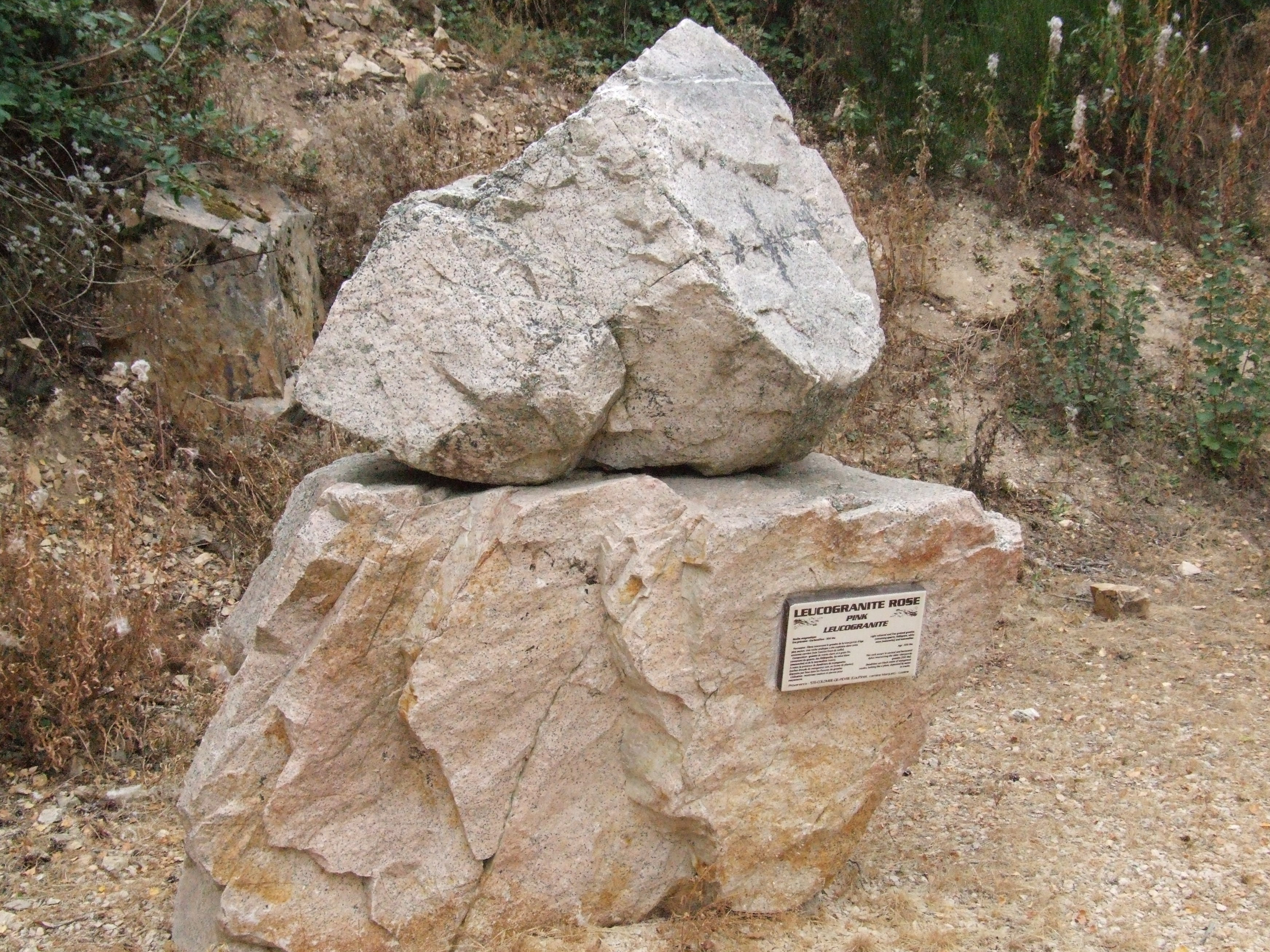
Alaskit från Lozère, Frankrike

Alaskit eller leucogranit, är en magmatisk bergart, bestående av kvarts och alkalifältspat, ofta även muskovit, men endast obetydliga mängder av andra material.

## Förekomst
Alaskit har rapporterats från ett flertal bergskedjor uppkomna genom kontinentalkollisioner. Som exempel kan nämnas Black Hills (Trans-Hudsonbergskedjan från proterozoikum), i Blue Ridge Mountains (Grenvillebergskedjan från proterozoikum), de paleozoiska Appalacherna i Maine, och det fortfarande aktiva Himalayamassivet.

## Utveckling
De smältor som lett till alaskit är resultat av deformation och metamorfos, men värmekällan är osäker. Friktionsuppvärmning i stora skjuvzoner i jordskorpan har föreslagits som en tänkbar mekanism. Mont Saint-Michel i Normandi i Frankrike utgörs av alaskit, som stelnade från ett underjordiskt utlopp av smält magma under kambriumperioden för cirka 525 miljoner år sedan.
En studie av natriumrik kvarts- alkalifältspat-, biotit-, gnejs-, granulitförekomster i khondalitbältet i Kerala nära Manali i södra Indien visar att insprängd alaskit (ljusa urskiljningar) inom gnejs visade innehåll av granat som ersätter mörk biotit. Studien visade lokal smältning eller migmatisering i gnejs, som följdes av inslag av gnejs med granatbärande alaskit insmält både parallellt och disharmoniskt med skivor av gnejs. Fördelningen av strontiumisotoper hos alaskitinslag skiljer sig från de hos gnejs och tillhörande leucosomer. Detta indikerar att smältor av alaskit inte härrör från den lokala gnejsen, utan skulle ha kommit från underliggande gnejs.